# Orimarga yakushimana
Orimarga yakushimana är en tvåvingeart som beskrevs av Alexander 1930. Orimarga yakushimana ingår i släktet Orimarga och familjen småharkrankar. Inga underarter finns listade i Catalogue of Life.